# Star Trek: Deep Space Nine - Harbinger
Star Trek: Deep Space Nine - Harbinger est un jeu vidéo d'aventure développé par Stormfront Studios et édité par Viacom New Media, sorti en 1996 sur Windows et Mac. Il est basé sur la série Star Trek: Deep Space Nine.

## Accueil
- Computer Gaming World : 2,5/5[1]